# Figaro

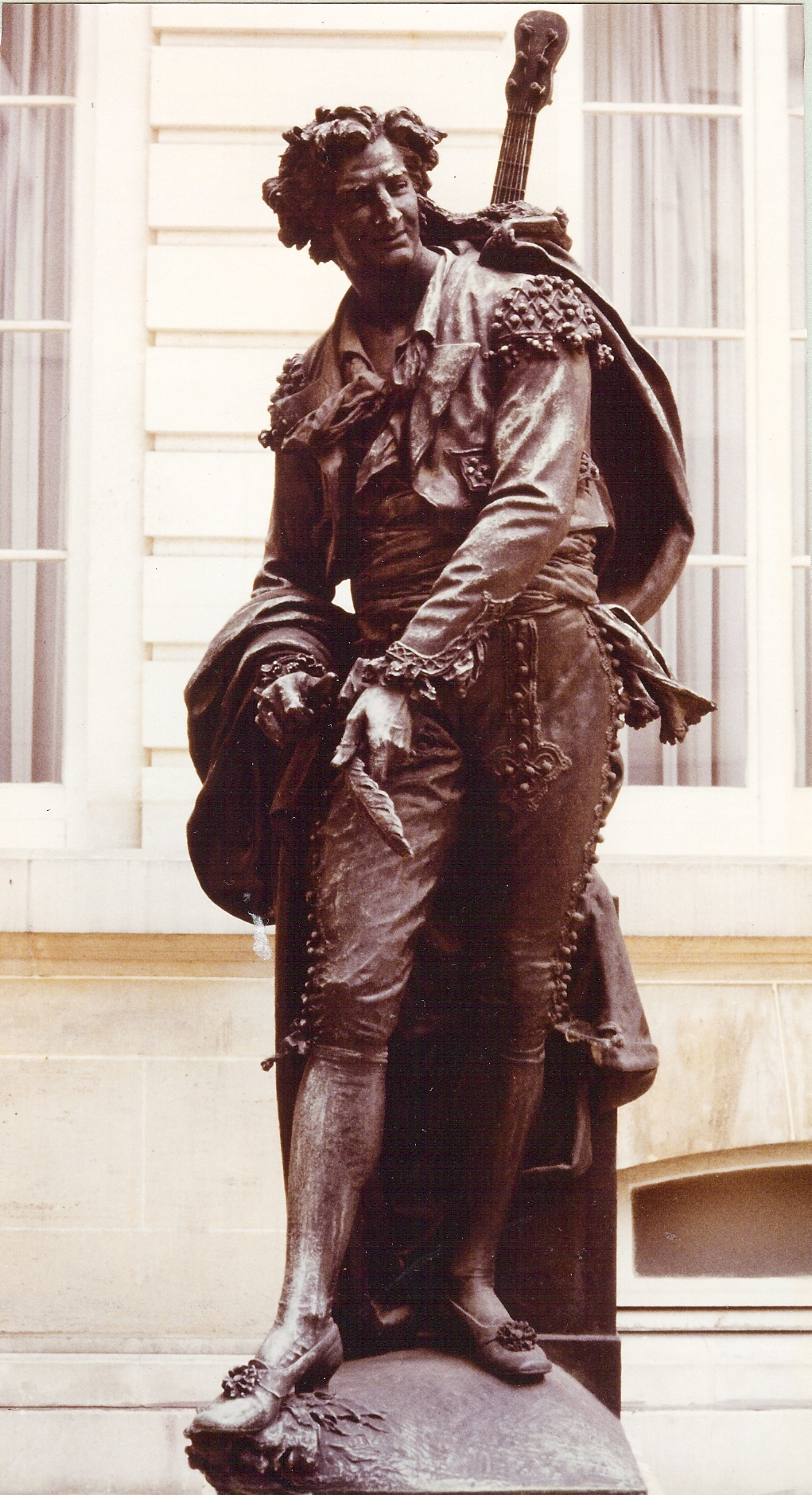
Jean Barnabé Amy – rzeźba Figaro

Figaro – centralna postać trylogii Pierre’a Beaumarchais’go: Cyrulik sewilski, Wesele Figara i Występna Matka. Nieślubny i zaginiony syn doktora Bartola i guwernantki Marceliny, w niemowlęctwie uprowadzony przez zbójców. Nieśmiertelność zapewnili mu Gioacchino Rossini i Wolfgang Amadeus Mozart czyniąc tytułowym bohaterem swoich oper – Cyrulik sewilski – baryton (Rossini) i Wesele Figara – bas-baryton (Mozart).
Jest on lokajem hrabiego Almavivy, w komedii Cyrulik sewilski próbującym swoich sił również jako cyrulik, ale nie tylko. Figaro to także totumfacki całego miasta. Według jego własnych słów – bez niego żadna panna w Sewilli nie wyjdzie za mąż. Parą, którą swata na oczach widza, jest Rozyna i hrabia Almaviva. Swój spryt, chociaż nieświadomie, wykorzystuje przeciwko własnemu ojcu, będąc autorem ciągu intryg, które w Cyruliku sewilskim mają doprowadzić do okpienia doktora Bartola i ślubu hrabiego z Rozyną. W Weselu Figara sam jest nowożeńcem, a jego celem jest zdemaskowanie uwodzicielskiej natury Almavivy i doprowadzenie do ostatecznego zniesienia prawa pierwszej nocy. Tym razem to doktor Bartolo próbuje ukarać Figara, chcąc ożenić go ze starą guwernantką i własną dawną miłością, od której Figaro pożyczył znaczną sumkę. Zabezpieczeniem pożyczki Marceliny jest umowa zawierająca klauzulę mówiącą, iż w przypadku niemożliwości jej spłacenia Figaro ma Marcelinę poślubić. Jest to na rękę również Almavivy, starającemu się o względy młodej narzeczonej Figara – Zuzanny. Kiedy hrabia ma rozsądzić sprawę i wyrok wydaje się być nieuchronnie niekorzystny dla Figara, lokaj powołuje się wówczas na swoje szlachetne pochodzenie i brak zgody rodziców. Okoliczności porwania Figara przez zbójów w niemowlęctwie, hafty i herby na pościeli skradzionej wraz z dzieckiem oraz znamię na przedramieniu świadczą jednak jednoznacznie, że jest on synem Marceliny i Bartola w sztuce Emanuelem, natomiast w operze noszącym imię Rafaello.

## Sławne arie i duety z jego udziałem
Cyrulik sewilski:
- Largo al factotum
- All'idea di quel metallo
- Dunque io son

Wesele Figara:
- Cinque... dieci... venti...
- Se vuol ballare
- Non più andrai farfallone amoroso
- Aprite un po'quegl'occhi
- Pace, pace, mio dolce tesoro

## Znani wykonawcy i wykonania
Wśród wykonawców, w tej roli, oprócz barytonów i bas-barytonów. zdarza się, zwłaszcza w „Weselu Figara”, że występują basy. Do najbardziej znanych należą:
Cyrulik sewilski:
- Luigi Zamboni – premiera – Rzym, Teatro Argentina, 20 lutego 1816 r.
- Gino Bechi – 1952 r., dyrygent: Tullio Serafin
- Tito Gobbi – 1958 r., dyrygent: Alceo Galliera
- Sesto Bruscantini – 1962 r.
- Hermann Prey – 1972 r.
- Gino Quilico – 1988 r., dyrygent: Gabriele Ferro
- Jaakko Kortekangas – 2005 r.

Wesele Figara:
- Francesco Benucci – premiera – Wiedeń, 1 maja 1786 r., dyrygent: Wolfgang Amadeus Mozart
- Sesto Bruscantini – 1956 r., dyrygent: Vittorio Gui
- Knut Skram – 1973 r., Festiwal operowy w Glyndebourne, dyrygent: John Pritchard
- Thomas Allen – 1987 r., dyrygent: Riccardo Muti
- Ferruccio Furlanetto – 1991 r., dyrygent: James Levine
- Werner van Mechelen – 1998 r., dyrygent: Sigiswald Kuijken
- Jose Fadrilha – dyrygent: Boris Brott